# Kick-Ass (film)

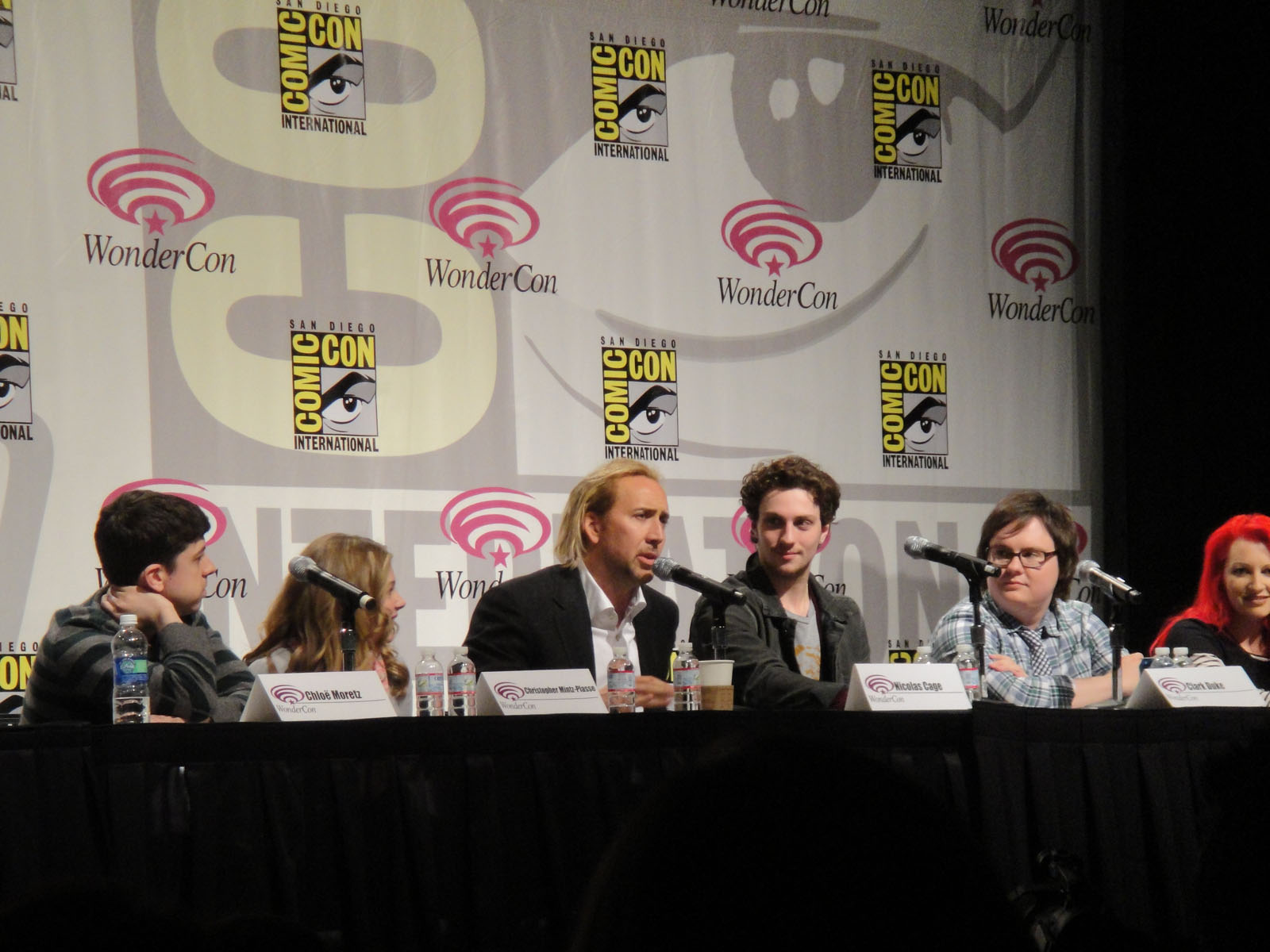
Cast van Kick-Ass op WonderCon 2010

Kick-Ass is een Brits-Amerikaanse superheldenfilm uit 2010, gebaseerd op de gelijknamige stripserie bedacht door Mark Millar en John Romita, Jr. De film is geregisseerd door Matthew Vaughn en geproduceerd door Vaughn en acteur Brad Pitt. Het script is geschreven door Vaughn en Jane Goldman.
De film kreeg na verschijning voornamelijk positieve kritieken, maar werd ook bekritiseerd vanwege de mate van geweld en het taalgebruik van de destijds elfjarige Chloë Grace Moretz.

## Verhaal
De film begint met een flash-forward van iemand in een superheldenpak die denkt dat hij kan vliegen en te pletter valt. Dave Lizewski vertelt in de voice-over dat hij dat niet is.
Dan gaat de film zes maanden terug in de tijd. Dave is een tiener die fan is van stripboeken over superhelden. Hij besluit als gemaskerde held de misdaad te gaan bevechten en bestelt een kostuum. Daar hij geen superkrachten heeft of speciale training heeft ondergaan wordt hij in elkaar geslagen en neergestoken; hij wordt ook nog aangereden door een auto. Hij schaamt zich voor zijn kostuum en vraagt het ambulancepersoneel het weg te gooien en er niemand over te vertellen. Hij belandt op de bewakingsafdeling van het ziekenhuis, waar zijn botten worden hersteld met metalen klemmen. Dave blijkt een permanente beschadiging te hebben opgelopen aan zijn zenuwen, waardoor hij veel minder gevoelig is geworden voor pijn. Er gaan geruchten dat Dave naakt gevonden is en dat hij homo is. Een meisje van school dat hij leuk vindt en dat hem eerst negeerde, Katie Deauxma, denkt dit ook en wil hem daarom graag als vriend. Dave laat haar in de waan, want zo laat ze meer intimiteit toe dan ze anders zou doen.
Dave laat zich door deze eerste tegenslag niet uit het veld slaan, vooral niet daar hij door zijn zenuwbeschadiging nu veel meer klappen kan incasseren dan menig ander mens. Hij vecht met een straatbende. Dankzij tieners die alles filmen druipen ze af, waardoor hij er goed vanaf komt. Dave stelt zichzelf aan de tieners voor als Kick-Ass. Een van de filmpjes wordt op internet gezet, en wordt al snel een grote hit. Dave opent vervolgens een MySpace-account waarlangs mensen hem om hulp kunnen vragen en wordt overspoeld door reacties. Katie weet niet dat Dave Kick-Ass is, maar vertelt aan Dave als vriend dat ze lastiggevallen wordt door een drugsdealer. Dave gaat als Kick-Ass deze dealer en zijn bende bevechten, wat slecht lijkt af te lopen voor hem, maar dan krijgt hij hulp van twee andere gemaskerde mensen, het jonge meisje Mindy onder de naam Hit-Girl, en haar vader Big Daddy, die wel goed kunnen vechten en beter bewapend zijn, en die de bendeleden doden. De twee zoeken Kick-Ass later op en stellen voor samen te werken.
Misdaadbaas Frank D’Amico denkt dat Kick-Ass zijn bendeleden heeft gedood, en zint op wraak. Hij meent hem te zien lopen op straat en doodt de jongeman, maar het blijkt een navolger in eenzelfde pak. D’Amico's zoon Chris, die graag door zijn vader als mede-crimineel gewaardeerd wil worden, heeft een plan: hij zal zich voordoen als een andere superheld genaamd Red Mist, en met hem contact zoeken en naar een pakhuis lokken waar bendeleden klaarstaan om hem te doden. Big Daddy steekt echter het pakhuis in brand voordat Red Mist met Kick-Ass arriveert, en de bendeleden komen om. Uit een video-opname komt Frank erachter dat Big Daddy de te duchten tegenstander is. Chris pleit ervoor dat Kick-Ass ontzien wordt omdat hij ongevaarlijk is, maar Frank laat een tweede valstrik zetten voor zowel Kick-Ass als Big Daddy en Hit-Girl. Hit-Girl wordt ditmaal neergeschoten door Red Mist terwijl Kick-Ass en Big Daddy worden gevangen. D’Amico laat de twee live op internet mishandelen. Hit-Girl, die de aanslag op haar heeft overleefd door een kogelvrij vest, komt op tijd tussenbeide om te voorkomen dat ze worden geëxecuteerd. Ze doodt een groot aantal schurken, maar kan niet voorkomen dat Big Daddy zwaargewond raakt. Hij sterft aan z'n verwondingen.
Hit-Girl zoekt vervolgens D’Amico’s hoofdkwartier op en doodt daar veel van D’Amico’s bewakers. Kick-Ass komt haar hoog in een kantorenflat van buitenaf te hulp in een jetpack dat Big Daddy en Hit-Girl eerder besteld hadden, en waarop ze twee Gatling guns hadden gemonteerd. Kick-Ass vecht met Red Mist en Hit-Girl met D’Amico. Kick-Ass verslaat Red Mist (maar laat hem wel leven), en doodt vervolgens D’Amico met een bazooka die de bende eerder uit Big Daddy's wapenverzameling had meegenomen.
Dave en Mindy besluiten een gewoon leven te gaan leiden. Mindy's vechtcapaciteit komt nog wel van pas als ze gepest wordt. Chris zint op een verdere misdaadcarrière.

## Rolverdeling
- Aaron Johnson - Dave Lizewski/Kick-Ass
- Christopher Mintz-Plasse - Chris D'Amico/Red Mist
- Nicolas Cage - Damon Macready/Big Daddy.
- Chloë Grace Moretz - Mindy Macready/Hit-Girl.
- Mark Strong - Frank D'Amico
- Yancy Butler - Angie D'Amico
- Jason Flemyng - portier
- Elizabeth McGovern - Mrs. Lizewski
- Garrett M. Brown - Mr. Lizewski
- Lyndsy Fonseca - Katie Deauxma
- Dexter Fletcher - Cody
- Clark Duke - Marty
- Evan Peters - Todd
- Xander Berkeley - Detective Gigante
- Omari Hardwick - Sergeant Marcus Williams
- Nelson Frazier, Jr. - bodyguard voor D'Amico.
- Craig Ferguson - zichzelf

## Achtergrond

### Ontwikkeling
De filmrechten op de stripserie Kick-Ass werden al voor uitkomst van het eerste album verkocht. Volgens Vaughn schreef hij het script voor de film samen met Miller, die op datzelfde moment de stripserie schreef.
De film werd onafhankelijk gefinancierd. Vaugh ging eerst naar Sony, maar die wilde de film alleen financieren als het geweld sterk werd verminderd. Andere studio’s wilden ook wijzigingen aanbrengen in het script, zoals het ouder maken van de personages. Vaughn wilde hier niets van weten en besloot daarom zelf het geld bij elkaar te zoeken.
In een interview met Total Film gaf Aaron Johnson aan dat de film trouw blijft aan de volwassen toon van de stripreeks. De film kreeg van de MPAA een R-rating.
Opnames van de film vonden onder andere plaats in Hamilton, Ontario, Canada, en verschillende locaties in het Verenigd Koninkrijk. Brad Pitt werd aanvankelijk gezien als kandidaat voor de rol van Big Daddy. Vaughn vond Cage’ versie van de rol als een mix van Elvis Presley en Adam West beter.

### Muziek
De soundtrack van de film werd uitgebracht op 29 maart 2010. De titelsong wordt ingezongen door Mika, en is mede geschreven door Jodi Marr. Het lied, getiteld 'Kick Ass', werd uitgebracht als Mika’s tiende single.
Andere nummers op de soundtrack zijn:
1. "Stand Up"
2. "Can't Go Back"
3. "There's a Pot Brewin'"
4. "Omen"
5. "Make Me Wanna Die"
6. "Banana Splits"
7. "Starry Eyed"
8. "This Town Ain't Big Enough for Both of Us"
9. "We're All In Love"
10. "Bongo Song"
11. "Per Qualche Dollaro In Piu (For a Few Dollars More)"
12. "Bad Reputation"
13. "An American Trilogy"

### Uitgave en ontvangst
Op 17 augustus 2009 werd aangekondigd dat Lionsgate de film zou uitbrengen.
In januari 2010 werd een ongecensureerde clip van de film getoond, wat al tot menige kritiek leidde over met name de grove taal en gewelddadigheden van het jonge meisje. Bij de première werd de film met goede kritieken ontvangen. Op Rotten Tomatoes scoort de film 77% aan goede beoordelingen. In het openingsweekend bracht de film reeds 12 miljoen dollar op.